# قلعة الرمال (رواية)
القلعة الرملية (بالإنجليزية: The Sandcastle)‏ هي رواية كتبها أيريس مردوك ونشرتها في عام 1957م.
وتروي قصة عن مدرس في منتصف العمر يُدعى (بيل مور) ولديه طموحات سياسية، يلتقي رسامة شابة تُدعى (راين كارتر)، أتت لرسم صورة لمدير المدرسة السابق.